# Estación de Guadalhorce
Guadalhorce es una estación ferroviaria situada en el polígono industrial Guadalhorce, dentro del distrito de Churriana de la ciudad española de Málaga, comunidad autónoma de Andalucía. Forma parte de la línea C-1 de Cercanías Málaga.
Esta estación se encuentra dentro de lo que originalmente era un apeadero que tan sólo se componía de un andén. Tras el soterramiento de parte de la línea debido a la construcción de la segunda pista del aeropuerto de Málaga se construyó la actual estación subterránea, que fue inaugurada en septiembre de 2010.

## Situación ferroviaria
Se encuentra en la línea férrea de ancho ibérico Málaga-Fuengirola, pk. 5,2.

## Servicios ferroviarios

### Cercanías
Forma parte de la línea C-1 de Cercanías Málaga. Paran trenes con una frecuencia media de 20 minutos en cada sentido.

## Conexiones
En la calle César Vallejo, próxima al apeadero, efectúa parada la línea 27 de EMT Málaga, que une el Polígono Guadalhorce con el Muelle Heredia del Puerto de Málaga.
línea 1 EMT Málaga